# HMS Princess Irene

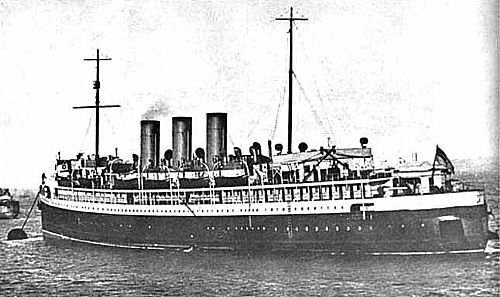
HMS Princess Irene

HMS Princess Irene foi um transatlântico de 5 394 TAB construído em 1914 por William Denny and Brothers Ltd, Dumbarton, na Escócia para a Canadian Pacific Railway. Foi requisitado pela Marinha Real Britânica após a conclusão foi convertido para uso militar. Em 27 de maio de 1915, explodiu e afundou ao largo de Sheerness, Kent, enquanto estava carregada com minas antes de uma missão de implantação, com a perda de 352 vidas.

## História
Em maio de 1915, a Princesa Irene estava atracada em Saltpan Reach, Kent, sendo carregada com minas para uma missão. No dia 27 de maio, às 11h14 GMT, ela explodiu, desintegrando-se e lançando uma coluna de chamas de 100 metros. A explosão, maior que a do HMS Bulwark seis meses antes, matou 352 pessoas, incluindo 273 militares e 76 trabalhadores portuários. Destroços voaram até 32 km de distância, causando mais mortes e danos.
O único sobrevivente foi David Percy Wills, um estivador gravemente queimado. Os corpos recuperados foram enterrados no Cemitério Woodlands Road em Gillingham, e um serviço memorial foi realizado em 1 de junho de 1915. Um inquérito revelou que a explosão foi causada por um primer -  dispositivo ou substância que inicia a ignição de uma carga explosiva- defeituoso, apontando para a pressa e falta de treinamento no manuseio das minas. Após outras explosões semelhantes, houve suspeitas de sabotagem, mas uma investigação isentou um funcionário suspeito do Chatham Dockyard de qualquer culpa.